# Lucido Maria Parocchi
Lucido Maria Parocchi (né le 13 août 1833 à Mantoue en Lombardie, et mort le 15 janvier 1903 à Rome) est un cardinal italien du XIXe siècle et du début du XXe siècle. 

## Biographie
Il est fils d'Antonio Parocchi, un riche meunier, et de son épouse Genoveffa Soresina.
Il reçoit le sacrement de confirmation en 1840. À partir de 1847, il fréquente le séminaire de Mantoue, puis le Collegio Romano à Rome dont il obtient un doctorat en théologie le 5 septembre 1856.
Il est ordonné prêtre à Rome le 17 mai 1856 et incardiné au diocèse de Mantoue où il devient professeur  d'histoire ecclésiastique, de théologie morale et de droit canon au séminaire de Mantoue. Archiprêtre de la paroisse des Saints Gervais et Protais,  il devient prefetto de la cathédrale. À partir du 22 juin 1870, membre de l'Académie de la Religion Catholique de Rome, il est nommé Prélat Domestique de Sa Sainteté le 10 mars 1871 et il est un des membres fondateurs  de la revue périodique La Scuola Cattolica (L'école catholique) en  1872. 
Il est nommé évêque de Pavie en 1871 et est promu à l'archidiocèse de Bologne en 1877.
Le pape Pie IX le crée cardinal lors du consistoire du 22 juin 1877. Le cardinal Parocchi participe au conclave de 1878, lors duquel Léon XIII est élu pape. Le cardinal Parocchi abandonne le gouvernement de son archidiocèse en 1882 et est vicaire général de Rome et camerlingue du Sacré Collège en 1888-1889. Il est secrétaire de la Congrégation de l'Inquisition et président de la Commission cardinalice pour la nomination des évêques italiens.
Protecteur de l’œuvre des Avocats de Saint-Pierre, il tente en vain d'en juguler les abus dans la seconde moitié des années 1890,. Son successeur à cette fonction est le cardinal Respighi.

## Succession apostolique
Lucido Maria Parocchi a ordonné les évêques suivants :
- Cardinal Agostino Gaetano Riboldi (1877)
- Évêque Gaetano Ratta (1879)
- Évêque Rocco Leonasi (1882)
- Évêque Biagio Sibilia (1883)
- Évêque Tullio Sericci (1883)
- Évêque Tommaso Mesmer (1883)
- Évêque Bernardino Caldaioli (it) (1883)
- Pape Pie X (1884)
- Archevêque Enrico de Dominicis (it) (1884)
- Évêque Prospero Curti (1884)
- Cardinal Francesco di Paola Cassetta (1884)
- Archevêque Alphonse-Martin Larue (1884)
- Archevêque Fernando Arturo de Meriño (es) (1885)
- Évêque Dionisio Nicolosi (1885)
- Archevêque Carlo Maria Borgognoni (1886)
- Archevêque Gisleno Veneri (de) (1887)
- Évêque Manuel Francisco Vélez (pl) (1887)
- Archevêque Henry O'Callaghan (en) (1888)
- Évêque Luigi Nicora (it) (1888)
- Évêque Giovanni Battista Rota (it) (1888)
- Évêque Alfonso Maria Vespignani (1888)
- Archevêque Benedetto Tommasi (1888)
- Évêque Giovanni Previtera (it) (1888)
- Archevêque Guido Corbelli, O.F.M.Obs. (1888)
- Archevêque Cesare Boccanera (1889)
- Archevêque Carlo Bertuzzi (it) (1889)
- Évêque David Camilli (1889)
- Évêque Lorenzo Petris de Dolammare (pl) (1889)
- Évêque Giovanni Battista Carnevalini (it) (1889)
- Évêque Augusto Berlucca (1889)
- Archevêque Ramón Ibarra y González (es) (1890)
- Archevêque Nicodario Vampa (1890)
- Évêque Giacomo Bellucci (it) (1890)
- Évêque Nicanor Priori (1890)
- Cardinal Andrea Carlo Ferrari (1890)
- Évêque Giacinto Nicolai (1890)
- Évêque Carlo Bonajuti (1890)
- Archevêque Mariano Soler (es) (1891)
- Archevêque Eduardo Duarte e Silva (pt) (1891)
- Archevêque Luigi Lazzareschi (fi) (1891)
- Évêque Generoso Mattei (1891)
- Cardinal Pietro Respighi (1891)
- Évêque Alessandro Toti (1891)
- Évêque Andrea Righetti (it) (1891)
- Archevêque Giacomo Merizzi (it) (1891)
- Cardinal Girolamo Maria Gotti, O.C.D. (1892)
- Patriarche Lorenzo Passerini (it) (1892)
- Évêque Vincenzo Franceschini (it) (1892)
- Archevêque Paolo Maria Barone (1892)
- Évêque Raffaele Sandrelli (1892)
- Évêque Henrico Gratiani (1892)
- Archevêque Bernardino da Portogruaro (it), O.F.M.Ref. (1892)
- Cardinal Alfonso Maria Mistrangelo, Sch.P. (1893)
- Évêque Antonio Feruglio (it) (1893)
- Évêque Angelo Balzano (1893)
- Évêque Benedetto Maria della Camera (de) (1893)
- Évêque Albino Angelo Pardini, C.R.L. (1893)
- Évêque Luigi Giuseppe Lasagna, S.D.B. (1893)
- Évêque Carlo Mola, C.O. (1893)
- Évêque Francesco Magani (it) (1893)
- Évêque Serafino Angelini (it) (1893)
- Évêque Nicola Maria Merola (1893)
- Évêque Ferdinando Maria Cieri (1893)
- Évêque Guglielmo Stagno d'Alcontres (1893)
- Archevêque Francisco do Rego Maia (pt) (1893)
- Archevêque Adauto Aurélio de Miranda Henriques (pt) (1894)
- Évêque Ernesto Fontana (it) (1894)
- Évêque Francesco Baldassarri (1894)
- Archevêque Augusto Guidi (de) (1894)
- Évêque José de Camargo Barros (it) (1894)
- Évêque Luigi Domenico Cenci, O.F.M.Cap. (1894)
- Évêque Carlo Quaroni (1894)
- Évêque Bonaventura Gargiulo (de), O.F.M.Cap. (1895)
- Évêque Bonaventura Quintarelli (1895)
- Évêque Giuseppe Maria Aldanesi (de) (1895)
- Évêque Aristide Golfieri (1895)
- Archevêque Raffaele Rossi (1895)
- Évêque Teodosio Maria Gargiulo (1895)
- Évêque Luigi Pugliese (it) (1895)
- Évêque Giuseppe Barillari (1895)
- Évêque Mauro Bernardo Pietro Nardi (de), O.F.M.Cap. (1895)
- Évêque Andrea Fiore (it) (1895)
- Archevêque Pietro Balestra, O.F.M.Conv. (1895)
- Évêque Angelo Michele Iannacchino (it) (1895)
- Évêque Sante Mei (1895)
- Archevêque Pietro Monti (pl) (1895)
- Archevêque Giovanni Battista Ricci (de) (1895)
- Archevêque Giuseppe Ridolfi (it) (1895)
- Évêque Marino Russo (1895)
- Évêque Nicolò Zimarino (1895)
- Archevêque Nicola Averardi (de) (1895)
- Archevêque Pierre-Gonzalès-Charles Duval, O.P. (1895)
- Cardinal Emidio Taliani (1896)
- Archevêque Augustinus Accoramboni (1896)
- Archevêque Giuseppe Fiorenza (it) (1896)
- Évêque Carlo Vincenzo Ricotta (1896)
- Évêque Domenico Ambrosi (1896)
- Évêque Luigi De Persiis (it) (1896)
- Évêque Francesco Isola (it) (1896)
- Évêque Eutizio Parsi (1896)
- Évêque Dionisio Alessandri (1896)
- Archevêque Nicola Piccirilli (1896)
- Évêque Michele Arcangelo Pirone (1896)
- Évêque Alfonso Maria Andreoli (1896)
- Archevêque Carlo Pietropaoli (it) (1897)
- Évêque Domenico Bianconi (1897)
- Évêque Felice Gianfelice (1897)
- Évêque Andrea Sarti (it) (1897)
- Archevêque Giulio Tommasi (it) (1897)
- Évêque Francesco Vento (1897)
- Cardinal Camillo Mazzella, S.I. (1897)
- Archevêque Tommaso Maria Granello, O.P. (1897)
- Évêque Giovanni Gigante (de) (1898)
- Évêque Pancrazio Giorgi (1898)
- Archevêque Bartolomeo Mirra (1898)
- Évêque Francesco Bacchini (1898)
- Évêque Giuseppe Batignani (fi) (1898)
- Évêque Federico Polloni (1898)
- Archevêque Antonio Maria Bonito (1899)
- Évêque Giuseppe Staiti di Brancaleone (1899)
- Archevêque Salvatore Tolu (it) (1899)
- Évêque Giuseppe Gandolfi (1899)
- Évêque Ignazio Monterisi (it) (1900)
- Évêque Tito Maria Cucchi (it) (1900)
- Archevêque Paolo Jacuzio (1900)
- Évêque Sabbatino Giani (fi) (1900)
- Archevêque Gennaro Costagliola (it), C.M. (1901)
- Évêque Mario Palladino (1901)
- Évêque Francesco Certo (it) (1901)
- Archevêque Arturo Marchi (it) (1901)
- Évêque Gennaro Trama (it) (1901)
- Archevêque Benedetto Bonazzi (it), O.S.B. (1902)
- Archevêque Guido Maria Conforti (1902)
- Cardinal Pietro Maffi (1902)